# Giorgio Gherarducci
Giorgio Gherarducci (Milano, 1º novembre 1963) è un conduttore radiofonico italiano, famoso soprattutto per essere uno dei tre componenti della Gialappa's Band, insieme a Marco Santin e Carlo Taranto.

## Biografia

Da sinistra: Gherarducci con Marco Santin e Carlo Taranto, con i quali componeva il trio storico della Gialappa's Band, 1993 circa

È figlio del giornalista Mario Gherarducci ed è fratello di Giampaolo Gherarducci, che lavora come giornalista sportivo a Sport Mediaset. Ha frequentato l'università Bocconi, interrompendo gli studi a 5 esami dalla laurea. Ha collaborato alla scrittura dei film di Aldo, Giovanni e Giacomo Tre uomini e una gamba e Così è la vita. Inoltre, fino a luglio 2010, ha tenuto una rubrica di critica cinematografica su Rolling Stone Italia intitolata Dall'alto di un cazzo. Dal 16 gennaio 2012 è co-conduttore, assieme a Flavia Cercato e Marco Santin, della trasmissione Stile Libero, in onda dal lunedì al venerdì dalle 13 alle 15 su R101.
Conclusa l'esperienza con R101 e soprattutto con Mediaset, passa in Rai con gli altri due colleghi della Gialappa's Band conducendo assieme a Nicola Savino le stagioni 2015-16 e 2016-17 di Quelli che il calcio su Rai Due. L'anno successivo, insieme ai due compagni della Gialappa's, torna a Mediaset, dove il trio riprende la serie di "Mai dire" commentando il GF Vip, L'isola dei Famosi e i Mondiali di calcio. È tifoso del Milan (pur avendo lavorato, in passato, per l'ufficio stampa dell'Inter). Ha due figli. Attualmente, è coniugato con Licia Negri. La coppia ha celebrato il loro matrimonio in una cerimonia civile, presieduta dal Mago Forest.

## Libri
- Andrea Amato e Gialappa's Band, Mai dire noi. Tutto quello che non avreste voluto sapere, Mondadori, 2022, ISBN 978-88-918-3692-2.